# Stathelle
Stathelle  est une ville  de la municipalité de Bamble, dans le comté de Telemark, en Norvège.

## Historique
Stathelle était une ancienne commune du Telemark. Elle a été séparée de Bamble en tant que municipalité à part entière en 1851. En 1964, les municipalités de Stathelle et Langesund ont fusionné avec la municipalité de Bamble. Avec une population d'environ 8 000 habitants, Stathelle est située à la jonction du Langesundsfjord (en), du Frierfjord (en) et de l'Eidangerfjord (en).
Stathelle est une ancienne cité commerçante. Au milieu des années 1800, Stathelle était un port maritime entreprenant, caractérisé par la maison de commerce établie par Albert Blehr à Kjellestad, qui était l'un des plus grands exportateurs de bois du pays. Aujourd'hui, il y a une marina et un parc dans la même zone.
Le pont Brevik a été construit en 1962. Auparavant, les voyageurs le long de l'autoroute du sud entre Oslo et Stavanger devaient prendre le ferry entre les villes de Brevik et Stathelle.
Hansen & Arntzen Co AS est un chantier naval traditionnel à Stathelle spécialisé dans la restauration de navires. La société a été fondée en 1929 en tant qu'entreprise familiale. L'entreprise est connue pour ses importants projets de réparation et de restauration. De nombreux navires célèbres y ont été restaurés, dont le yacht royal norvégien RS Norge.

## Personnalités célèbres
- Liv Elisabeth Schønhardt Westgård, handballeuse
- Ella Gjømle, skieuse
- Gunnar Sem, auteur
- Turid Thomassen (en), femme politique
- Einar Eilertsen, peintre